# Доминикански ред
Доминикански ред је католички религиозни ред просјачке браће, службено назван ред проповедника, а популарно прозван доминиканци по свом оснивачу Св. Доминику Гузману, који је овај ред основао 1216. ради ширења католичке вере.
Доминиканци су, прилагодивши се на изузетно демократичан начин Правилу Августина Хипонског, инсистирали на контемплацији, учењу, проповедању, подучавању и мисионарству.
Њихови водећи теолози су Тома Аквински, Алберт Велики и Екхарт. Други ред доминиканских сестара настао је ускоро после Првог реда браће. Терцијарке, чланице Трећег реда, живе у доминиканском духу, или индивидуално или у бројним активним заједницама.
Звали су их и пси Господњи од игре речи у свом називу (лат. domini canis).

## Доминиканци у српским земљама
Недуго по оснивању реда, већ током 13. века, доминиканци су започели своју делатност и на јужнословенском просторима. У средњовековним српским земљама своје активности су интензивирали током 14. и 15. века. Утицали су на развој верских односа у средњовековној Босни, као и у српској држави Немањића, а деловали су и на северним подручјима под угарском влашћу.